# Kamienica Hirschela we Wrocławiu
Kamienica Hirschela  – zabytkowa kamienica mieszczańska znajdująca się przy ulicy Podwale 69 we Wrocławiu. Kamienica połączona jest z sąsiednią kamienicą nr 68 i razem stanowią siedzibę Państwowej Szkoły Muzycznej II stopnia im. Ryszarda Bukowskiego.  

## Historia posesji i kamienicy

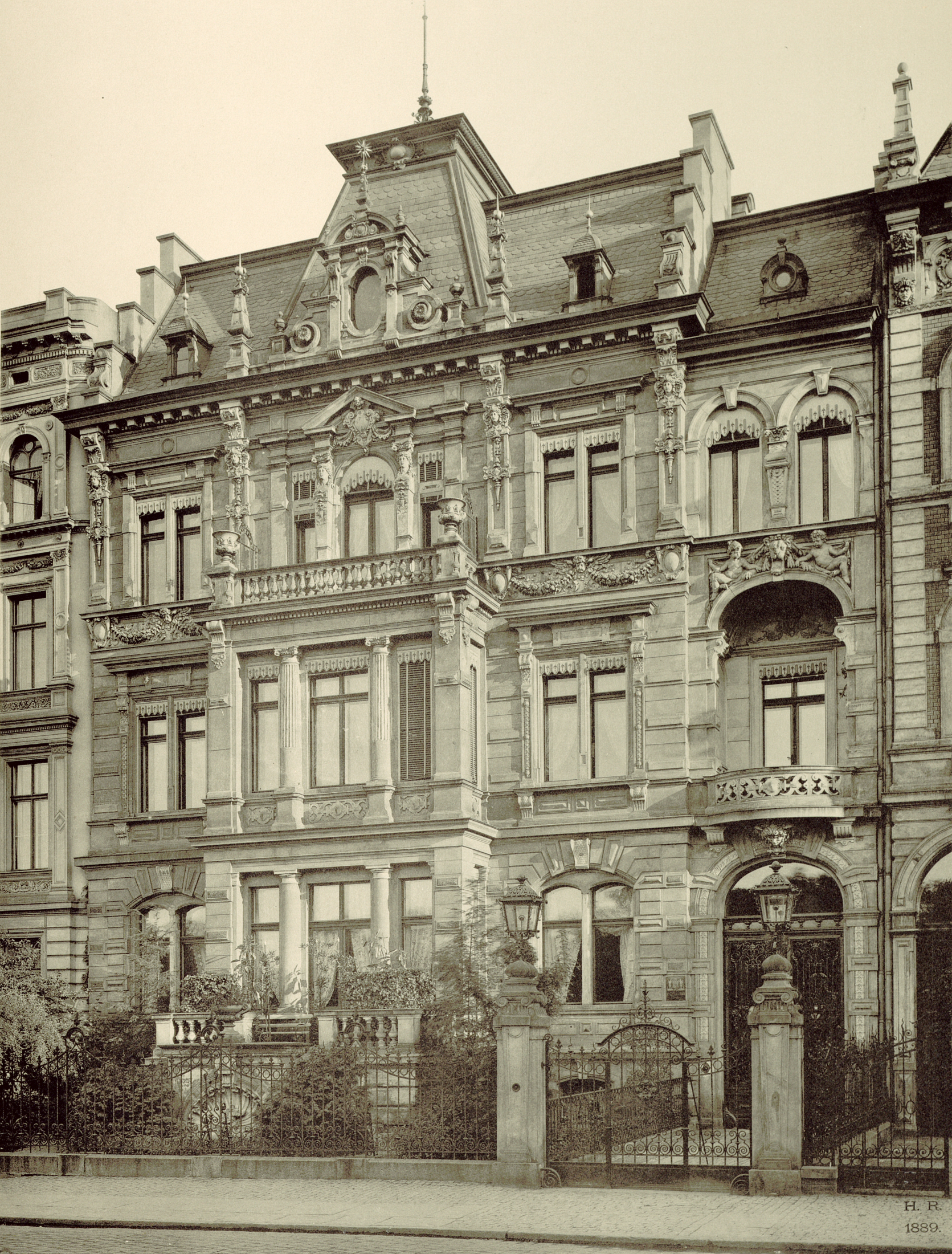
Kamienica Hirschela kilka lat po wzniesieniu z widocznymi bogatymi zdobieniami na elewacji

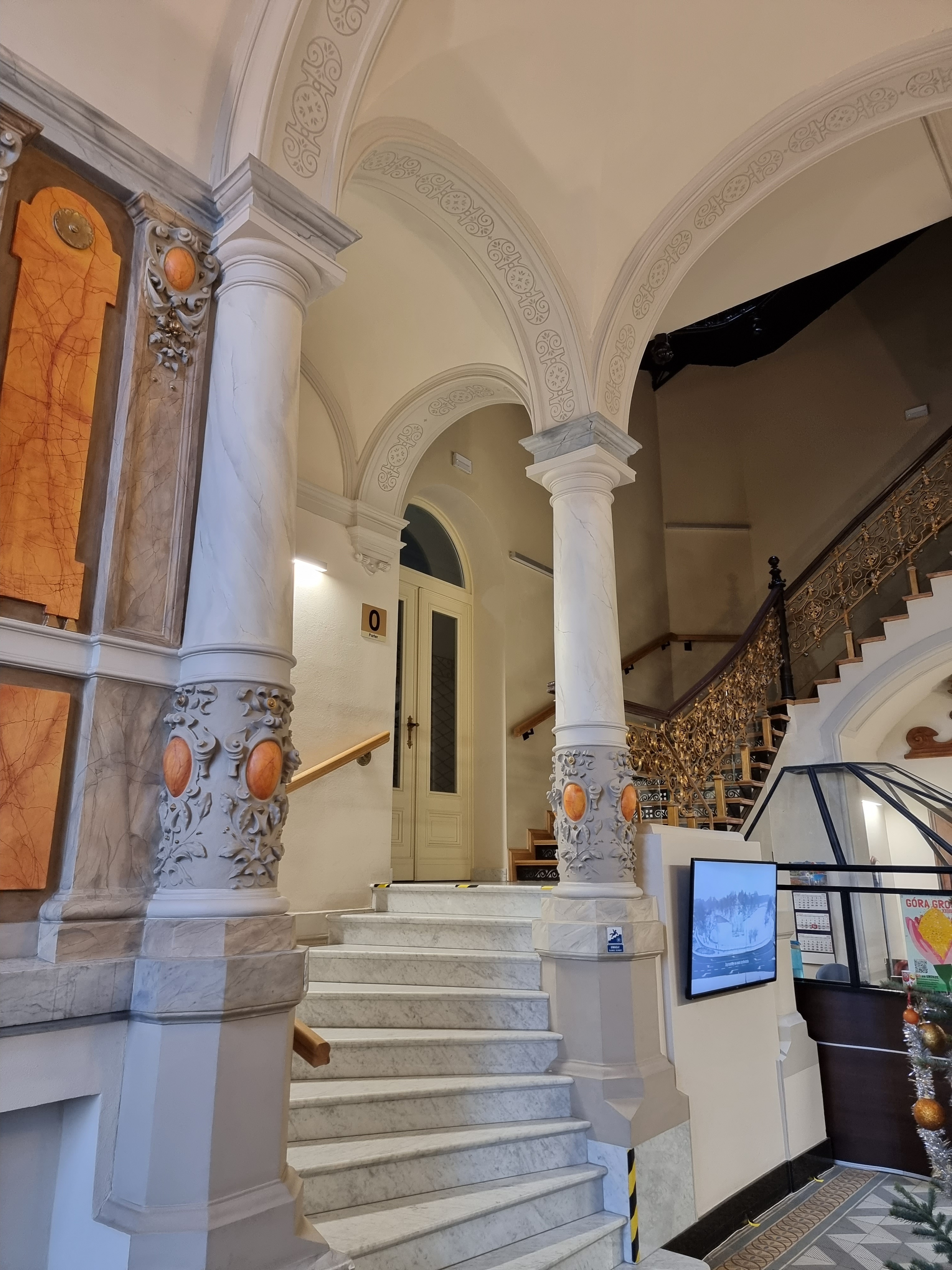
Klatka schodowa w kamienicy

Pomiędzy ówczesnymi ulicami Bahnhof Strasse (obecne ul. Dworcowa) a Vorwerk Strasse (obecnie ul. Komuny Paryskiej), jeszcze w latach 40. XIX wieku znajdowały się założenia ogrodowe zwane Knysche Knie lub ogrody karczmarza Kny. Na planie Wrocławia z 1827 roku autorstwa Eduarda Hoffmanna w tym kwartale, przy ul. Am Stadtgraben (obecnie ul. Podwale) widoczne są dwa budynki; na planie Carla Heinricha Studta z 1853 roku były one oznaczone jako budynki sierocińca. Zachodnia parcela od ulicy Dworcowej była już zabudowana. Około roku 1846 teren ten został wykupiony przez członka Rady Miejskiej, Davida Bülowa, który prawdopodobnie w miejsce starszych budynków wzniósł swoją wolnostojącą, trzykondygnacyjną willę. Od strony wschodniej, w 1861 roku architekt Felix Nagórski wybudował własną willę. Oba budynki, zachodnie i wschodnie sąsiadowały z willą i z otaczającym go ogrodem. Na początku lat 80. XIX wieku cały kwartał od ul. Dworcowej do Komuny Paryskiej przylegający do ul. Podwale został wykupiony przez Śląskie Towarzystwo Akcyjne Nieruchomości i został podzielony na parcele. W tym samym też okresie willa Bülowa została wyburzona. W jej miejsce zaprojektowano dwie kamienice. Autorem obu projektów była berlińska spółka architektoniczna Cremer & Wolfenstein  a jego wykonawcą była firma budowlana Heinricha Simona. Według Hryniewicza i Bińkowskiej kamienica nr 68 była własnością Simona a druga o numerze 69 należała do rentiera Jonasa Hirschela lub została mu sprzedana przez Simona zanim została ukończona. W maszcie wieńczącym dach oraz na kracie drzwi wejściowych do sieni znajdowały się inicjały pierwszego właściciela "JH". Właściciele budynku zajmowali pierwszą i drugą kondygnację a trzecia była wynajmowana. Kamienica należała do rodziny Hirschelów do lat 30 XX wieku. Wówczas nowym właścicielem został Carl Becker. W 1933 roku pierwszą kondygnację wynajmowało Gotajski Bank Ubezpieczeń od Ognia, które z w kolejnych latach wydzierżawiło całą kamienicę.

## Opis architektoniczny
Kamienice Hirschela wraz ze skrzydłem bocznym wzniesiono w 1882 roku. Jej wykonawcą był majster murarski Julius Thiem. W założeniu był poprzedzony przedogrodem a na tyłach budynku rozciągał się właściwy ogród sięgający do obecnej ulicy Hercena. Czteroosiowa fasada, trzykondygnacyjnego budynku, utrzymana była w dwóch połączonych stylach: manieryzmu i baroku, według Zbigniewa Łabędzkiego nawiązującego do baroku śląskiego. 
Na poziomie piwnicy, elewacja jest gładko otynkowana z poziomymi boniami. W prawej osi na parterze znajduje się prostokątny zamknięty spłaszczonym łukiem otwór wejściowy prowadzący do reprezentacyjnej sieni a z niej do usytuowanych centralnie monumentalnej klatki schodowej oświetlonej z góry poprzez świetlik. W drugiej osi od lewej znajduje się trzykondygnacyjny ryzalit zakończony balkonem. Jego krawędzie na pierwszej kondygnacji ujęte są boniowanymi lizenami a na drugiej pilastrami. W wyeksponowanej ryzalitem części elewacji znajdują się po trzy otwory okienne; na pierwszej kondygnacji oddzielone są prostymi półkolumnami a na drugiej kondygnacji kolumnami w jońskim porządku. Wszystkie pilastry, półkolumny i lizeny wsparte są na prostopadłościennych cokołach. Balkon na trzeciej kondygnacji ryzalitu posiada murowaną balustradę ze słupkami na narożach. Z tarasu do wnętrza prowadzą drzwi zamknięte łukiem a po jego bokach umieszczone zostały małe, wąskie, prostokątne otwory okienne ujęte lizenami zwieńczonymi odcinkiem belkowania z podwójnym gzymsem nad drzwiami. Pozostałe otwory okienne na pierwszej kondygnacji zamknięte są łukiem z boniowanymi klińcami. Na drugiej i trzeciej kondygnacji prostokątne okna posiadają proste gzymsy. Na trzeciej kondygnacji, w osi wejściowej znajdują się dwa węższe otwory okienne zamknięte łukiem pełnym. Nad drzwiami balkonowymi górny gzyms ma formę trójkątnego naczółka. Nad gzymsem wieńczącym, nad ryzalitem umieszczona jest wybudówka w formie czterospadowego dachu o płaskim zakończeniu. W środku wybudówki znajduje się owalny otwór okienny w opasce i bogato zdobionej oprawie architektonicznej. Cała elewacja frontowa była bogato zdobiona neomanierystycznymi i neobarokowymi dekoracjami obecnie niezachowanymi.          
Oficyny kamienicy pokryte są dachem jednospadowym o spadach w kierunku podwórza. Między nimi, nad klatką schodową z krętymi schodami znajduje się ośmioboczna kopuła ze szpicą i różą wiatrów. Całość pokrywa dach jednospadowy o spadzie w kierunku elewacji podwórza. W 1899 roku w tylnej elewacji zamontowano balkony
Na każdej kondygnacji znajdowało się jedno duże mieszkanie o powierzchni ok. 500 m²; zaprojektowany apartament na parterze był najbardziej luksusowym z bezpośrednim dostępem do ogrodu frontowego. Komunikację między piętrami zapewniała centralna reprezentacyjna klatka schodowa oraz dwie klatki: boczna dla służby i w oficynie. 
W 1919 roku zmniejszono apartament na 2 piętrze, wyodrębniając osobne mieszkanie w skrzydle. Kamienica otrzymała ogrzewanie centralne z kotłowni i nowe łazienki. Przebudową i projektem zajęła się firma Simon & Halpaap. Po zmianie funkcji budynku na biurowy w 1933 i 1939 roku, pomieszczenia dodatkowo podzielono i zmieniono lub wymieniono wewnętrzną stolarkę drzwiową. W 1939 roku, na zlecenie Banku, według projektu Maxa Güntera, usunięto z elewacji elementy dekoracyjne. 
Według Zbigniewa Łabęckiego w 1938 roku wykonano loggie nad wejściem do budynku według projektu Maxa Güntera co nie potwierdzają zachowane zdjęcia z 1889 roku na którym loggia nad wejściem już się znajduje. 

## Po 1945
Po 1945 roku na tyłach kamienicy, pod adresem Hercena 3/5 wybudowano siedzibę Wojewódzkiego Biura Projektów przylegającą do budynków oficyny kamienicy. W kolejnych latach budynek oficyny został zaanektowany dla potrzeb Biura ale nie jest on połączony z kamienicą nr 69. W 1945 roku kamienica została przejęta przez skarb państwa i służyła jako kamienica czynszowa. W 1961 roku została przekazana Wojewódzkiemu Biurowi Projektów. W tym samym roku  kamienica została przystosowana do celów biurowych. Zlikwidowano łazienki, zmieniono układ wnętrz, zlikwidowano loggie i zmieniono pokrycie dachu. W 1980 roku przeprowadzono remont elewacji tylnej, usuwając jednocześnie balkony.  